# C. Illies & Co.
C. Illies & Co. ist ein 1859 gegründetes deutsches Handelshaus mit Stammsitz Hamburg. Es gilt als eines der ersten und als das älteste heute noch bestehende deutsche Unternehmen in Japan. Das Familienunternehmen besteht heute als weltweit tätige Holding C. Illies & Co. GmbH & Co. KG in fünfter Generation. Die C. Illies & Co. war maßgeblich an der Entwicklung der deutsch-japanischen Handelsbeziehungen beteiligt.

## Geschichte

Carl Illies 1905

Die Firma wurde 1859 in Nagasaki durch die deutschen Kaufleute Louis Kniffler und H. M. Gildemeister unter niederländischem Protektorat als japanisches Handelshaus L. Kniffler & Co. (K.K. Irisu) gegründet. Es war das erste deutsche Unternehmen in Japan. Die Leitung übernahm ab 1866 Gustav Reddelien und ab 1870 folgte ihm Carl Illies. Bereits 1868 wurde durch Louis Kniffler in Düsseldorf eine Zweigniederlassung L. Kniffler & Co., Düsseldorf eröffnet. 1880 kam es zur Auflösung der L. Kniffler & Co. nach dem Ausscheiden von Louis Kniffler. Carl Illies senior kaufte das Unternehmen und führte es als C. Illies & Co. KG, Yokohama, Kobe, Osaka, weiter. Gleichzeitig änderte sich auch der Namen der Düsseldorfer Niederlassung in C. Illies & Co. 1887 wurde die Niederlassung Tokio und 1888 die Zweigniederlassung Hamburg als Einkaufshaus errichtet, die 1898 Hauptniederlassung der C. Illies & Co. wurde. Dort hatte Paul Louis Vautier ab 1903 Leitung und Prokura inne. Nach dem Tode von Carl Illies senior setzte sein Sohn Carl, der zuvor schon die Niederlassung in Tokio geleitet hatte, die Firma unter unverändertem Namen fort.
Die C. Illies & Co. war maßgeblich an der Entwicklung der deutsch-japanischen Handelsbeziehungen beteiligt. In den ersten Jahrzehnten verkaufte man in Japan Textilien, Zucker, Eisen, Blei, Zinn und Waffen und ließ deutsche Bücher in holländische Sprache übersetzen, die den Japanern besser bekannt war. Hinzu kamen Karten und Globen. Ausfuhrgüter waren Seide, Kupfer, Kampfer, Bienen- und Pflanzenwachs sowie in steigendem Maße Tee. Ab 1870 verlagerte sich die Einfuhr von den Verbrauchs zu den Produktionsgütern. Dabei leisteten C. Illies & Co. Pionierdienste: sie lieferten nicht nur Maschinen zur Erzeugung von Textilien und Papier, sondern schulten die Japaner auch in deren Bedienung. Mit dem Erstarken der japanischen Industrie stieg der Bedarf an Rohstoffen und Halbzeugen. Auch mit der Einrichtung wissenschaftlicher Institute, besonders auf dem Gebiet der Medizin, unterstützte das Handelshaus die Entwicklung Japans. Im Gegenzug bot Japan neben Rohstoffen dann auch zunehmend Industrieerzeugnisse für den Export an.
Nach dem Ersten Weltkrieg erfolgte ab 1918 der Wiederaufbau in Japan und Deutschland. Weitere Niederlassungen in Dairen, Mukden, Hsienking, Beijing und Manila wurden gegründet. Nach dem Zweiten Weltkrieg ab 1945 mussten ebenfalls die bestehenden Geschäfte und Niederlassungen wieder aufgebaut werden. Die japanische Niederlassung wurde am 22. Dezember 1960 zu einer Tochtergesellschaft des Gesamtunternehmens.
Zwischen 1967 und 1978 erfolgten unter Leitung von Carl Jürgen Illies, dem 1. Sohn von Carl Illies junior die Gründungen von Tochtergesellschaften und Büros in Taipei, Manila, Hongkong und Chicago unter Leitung von Carl-Heinz Illies, Sohn von Carl Jürgen Illies sowie befristete Aktivitäten im Mittleren Osten, insbesondere in Saudi-Arabien. 1978 wurde die Firmengruppe Erex mit Büros in Johannesburg, Durban, Kapstadt und Harare übernommen.
Ab 1982 wurde von dem vor allem Maschinen- und Anlagen-Im- und Export betreibenden Außenhandelshaus ein weitreichendes China-Netzwerk mit zusätzlichen Büros in Shanghai, Hongkong, Guangzhou, Harbin, Qingdao, Wuhan, Chengdu und Xiamen etabliert. 1988 erfolgte die Gründung eines Einkaufsbüros in Vicenza, Italien und 1991 die Wiedereröffnung der Vietnam-Büros im Rahmen des Doi-Moi-Prozesses.
Unter der Leitung der C. Illies & Co. durch André Piédavent, Rolf Strerath und Carl Michael Illies, den Sohn von Carl-Heinz Illies begannen ab 2003 Aktivitäten in Kasachstan und Russland mit dem Schwerpunkt auf Agrar- und Lebensmitteltechnologie sowie Baustoffproduktion, die aber 2012 wieder eingestellt wurden. Nach dem Eintritt von Dr. Frank Oberndorff in die Geschäftsführung entstanden in den Folgejahren 2006 die Illies Engineering India PTY. mit Sitz in Mumbai sowie eine Betriebsstätte in Abu Dhabi, Vereinigte Arabische Emirate.

## Das Unternehmen
Die C. Illies & Co. (GmbH & Co.) KG ist heute als Holding ein global operierendes Handelshaus und Consultingunternehmen, spezialisiert auf den Vertrieb von Investitionsgütern und Technologien sowie Projektabwicklung für die Textil-, Kunststoff-, Metall-, Papier-, Pharma- und Verpackungsindustrie in asiatischen Märkten. C. Illies & Co. hat 13 Niederlassungen in Asien und gliedert sich in verschiedene Tochtergesellschaften.

### Tochtergesellschaften
- C. Illies & Co. Handelsgesellschaft mbH, Hamburg
- C. Illies & Co. Maschinenhandels GmbH, Hamburg
- K. K. Irisu (C. Illies & Co.), Tokyo/Osaka/Nagoya
- Korea Illies Engineering Co. Ltd., Seoul
- C. Illies Trading (Shanghai) Co. Ltd., Shanghai
- CICO Engineering Co. Ltd., Hong Kong
- Illies East Asia Ltd., Hong Kong
- Illies Engineering (Taipei) Ltd., Taipei
- Illies Engineering (Vietnam) Co. Ltd., Ho-Chi-Minh-City
- P.T. Illies Engineering Indonesia, Jakarta

## Status als ältestes deutsches Unternehmen in Japan
In der Öffentlichkeit wird das Unternehmen zum Teil als ältestes deutsches Unternehmen in Japan wahrgenommen. Dazu trug insbesondere ein Pressebericht der Frankfurter Allgemeinen Zeitung zum 125. Geburtstag des Unternehmens bei, der unter dem Titel Das älteste deutsche Handelshaus in Japan am 10. Oktober 1984 veröffentlicht wurde. Zum 150-jährigen Jubiläum des Unternehmens 2011 erschienen zwei Bände, die die Geschichte des Unternehmens aufarbeiteten. Dabei handelt es sich um das Buch Handel ist Wandel – 150 Jahre C. Illies & Co, veröffentlicht im Münchner Piper Verlag und in Zusammenarbeit mit der Gesellschaft für Unternehmensgeschichte e.V. entstanden, sowie im Selbstverlag Kikkawa, Takeo: C. Illies & Co. – Die Anfänge in Japan/Irisu 150nen – Reimeiki no kioku.
Die Korrektheit des Anspruchs bezweifelt Heinrich Menkhaus, Professor für Japanisches Recht, in seiner Rezension der beiden Werke. Dies liege vor allem an fehlenden Unterlagen und zum Teil komplizierten Rechtslage in jener Zeit. So wurde L. Kniffler & Co., das Vorgängerunternehmen von Carl Illies & Co., zum einen nach niederländischem Recht gegründet und galt somit je nach Ansicht als niederländisches oder japanisches Unternehmen, zum anderen sei unklar, wie aus L. Kniffler & Co. C. Illies & Co. hervorging. Eine weitere Problematik sei die Frage, wann das Unternehmen ein Unternehmen nach deutschem Recht wurde. Dementsprechend könnte auch die 1873 durch einen ehemaligen Mitarbeiter von L. Kniffler & Co. gegründete Gesellschaft Simon, Evers & Co. als ältestes deutsches Unternehmen in Japan gelten. Es bedürfe noch weiterer Recherchen, um diese Frage endgültig zu klären.